# 달선군
달선군 이영(達善君 李泳, 1731년 1월 22일 ~ 1748년 11월 28일)은 조선 후기의 왕족 종친이다. 덕흥대원군 이초 9대손이며, 아버지는 덕흥대원군의 후손인 도정궁 동돈녕 증 의정부좌찬성(議政府左贊成) 이형종(李亨宗)이다. 초명은 이철해(李喆楷)이며 1747년 영조의 명을 받고 낙천군의 양자로 입양되어 이름을 이영으로 고쳤다.
그러나 낙천군부인 서씨가 너무도 투기가 심하여 그의 부인 군부인 신씨를 괴롭혀, 참지 못하고 결국 배우자 신씨 부인을 남긴 채 그는 약을 먹고 자살하였다.

## 생애
조선 후기의 왕실 종친으로 본관은 전주, 휘는 영(泳), 초명은 철해(喆楷)이다. 덕흥대원군 균의 7대손 동지돈녕부사 증 좌찬성 형종의 2남으로 신해(辛亥) 1731년(영조 7) 1월 22일 탄생하였다. 1747년(영조 23) 9월 4일에 명자(名字)를 철해(喆楷)에서 영(泳)이라고 바꾸고, 낙천군(洛川君) 이온(李縕)에게 출계하여, 달선군(達善君)에 봉작받았다.
낙천군은 숙종의 왕자 연령군(延齡君)의 계자인데, 일찍 죽고, 부인 서씨(徐氏)는 투기가 심하여, 이영(李泳)과 그 아내 신씨(愼氏)를 괴롭히니, 이영(李泳)이 참다못해 약을 먹고, 1748년(영조 24) 11월 28일 향년 18세로 별세하였다.

### 사후
시신은 경기도 광주군 왕륜면(현 경기도 의왕시 이동)에 안장되었으며, 후일 군부인 신씨와 합폄하였다.
낙천군부인 서씨가 상언(上言)하여 파양을 청하니 상은 이를 수락하여 1750년(영조 26) 2월 7일에 달선군(達善君) 이영(李泳)을 파양(罷養)하여 본가로 돌려보냈다.

## 가족 관계
- 생조부 : 이명회(李明會, 1685년 - 1727년), 덕흥대원군의 아들 하원군의 6대손
- 친아버지(생부) : 증 좌찬성(左贊成) 이형종(李亨宗, 1706년 - 1759년), 도정궁 사손(都正宮 祀孫)
- 친어머니(생모) : 증 정경부인 은진송씨(貞敬夫人 恩津宋氏, 1703년 - 1736년), 은진인(恩津人) 송서석(宋叙錫)의 딸.
  - 형 : 이풍(이례)(李灃, 1727년 - 1795년)
  - 여동생 : 전주인(全州人) 유지(柳志)에게 출가.
- 친어머니(생계모) : 증 정경부인 여흥민씨(貞敬夫人 驪興閔氏, 1716년 - 1784년), 여흥인(驪興人) 민심(閔鐔)의 딸.
  - 이복동생 : 이굉(李浤, 1746년 - 1803년)
- 후실(父) : 이름 미상
  - 이복동생(서제) : 이용(李溶, 1749년 - 1818년)
  - 이복여동생(서 여동생) : 이씨,
  - 이복 서매부 : 송필극(宋必克), 은진인(恩津人).
  - 이복여동생(서 여동생) : 이씨
  - 이복 서매부 : 한탁모(韓鐸謩), 중군(中軍) 청주인(淸州人).
- 양할아버지 : 연령군 훤(延齡君 昍, 1699년 ~ 1719년), 숙종의 서자
- 양할머니 : 상산군부인 상주김씨(商山郡夫人 商州金氏, 1698년 ~ 1725년), 판돈녕부사 충혜공(忠惠公) 증 의정부좌찬성 낙건정 김동필(樂健亭 金東弼)의 딸
- 양아버지 : 낙천군 이온(洛川君 李縕, 1720년 11월 26일(음력 10월 21일 - 1737년 9월 28일)
- 양어머니 : 낙천군부인 달성서씨(, ? ~ ?년 5월 12일, 현감 증 이조판서 서종수(徐宗秀)의 딸.)
  - 양동생 : 은신군 이진(恩信君 李禛, 1755년 1월 11일 ~ 1771년 3월 29일), 사도세자의 서2남.
- 부인 : 달선군부인 신씨(郡夫人 愼氏, 1730년 10월 9일 ~ 1786년 7월 13일), 거창인(居昌人) 신세동(愼世東)의 딸.
  - 아들(양자) : 이민식(李民植, 1753년 - 1817년), 형 판돈녕 이풍(李灃)의 차남.
    - 양손자 : 완성군 이희(完城君 李爔, 1771년 - 1830년)

  - 딸 : 이씨
  - 사위 : 박종요(朴宗堯), 반남인(潘南人)
    - 외손자 : 박경수(朴景壽)
    - 외손녀 : 반남박씨
    - 외손녀사위 : 이관회(李觀會)
    - 외손녀 : 반남박씨
    - 외손녀사위 : 조명환(趙明煥)
- 장인 : 신세동(愼世東, 주부(主簿))

## 같이 보기
- 완성군